# Невиност без заштите (филм из 1942)
Невиност без заштите је први српски звучни филм из 1942. године. Режирао га је Драгољуб Алексић који је написао и сценарио.

## Улоге
| Глумац                   | Улога                                           |
| ------------------------ | ----------------------------------------------- |
| Драгољуб Алексић         | Драгољуб Алексић, акробата (режија, продукција) |
| Братољуб Глигоријевић    | Петровић                                        |
| Ана Милосављевић         | маћеха                                          |
| Вера Јовановић - Шеговић | Нада, сироче                                    |
| Пера Милосављевић        | кућни момак                                     |
| Иван Живковић            | брат акробате (копродуцент)                     |
| Милан Тошић              | полицајац 1                                     |
| Тошко Влајић             | полицајац 2                                     |
| Ружа Протић              | у улози великог друштва са својом дружином      |
| Стеван Мишковић          | (тон и слика)                                   |